# Polyrhachis subcyanea
Polyrhachis subcyanea är en myrart som beskrevs av Carlo Emery 1897. Polyrhachis subcyanea ingår i släktet Polyrhachis och familjen myror.

## Underarter
Arten delas in i följande underarter:
- P. s. rotundinota
- P. s. subcyanea